# Chlamydofiloza
Chlamydofiloza – zakaźna, zaraźliwa choroba bydła, kotów, ptaków oraz ludzi wywołana przez bakterie z rodziny Chlamydiaceae. U cieląt wywołuje zapalenie płuc, stawów, rogówki i spojówek. U krów dorosłych obserwuje się stan zapalny dróg rodnych, częste ronienia (8-9 miesiąc). U kotów powoduje rozpulchnienie i zapalenie spojówek. U ptaków bywa również nazywana papuzicą, ornitozą czy psitakozą.
Materiał do badań laboratoryjnych: łożysko, wody płodowe, tkanki płodu, mleko, śluzówka pochwy. W diagnostyce chlamydofilozy u kotów wykorzystuje się metodę PCR.
Chlamydofiloza jest chorobą potencjalnie niebezpieczną dla ludzi, zwłaszcza gdy do zakażenia dojdzie w trakcie ciąży u kobiety. W przypadku podejrzenia choroby u kota opiekun powinien zachować szczególną ostrożność (myć ręce po kontakcie ze zwierzęciem), zwierzę powinno poddać się leczeniu.

## Leczenie
Większość przypadków chlamydofilozy poddaje się terapii dokscycykliną lub innymi tetracyklinami. U kota takie leczenie powinno trwać minimum 3 tygodnie.

Przeczytaj ostrzeżenie dotyczące informacji medycznych i pokrewnych zamieszczonych w Wikipedii.